# Joyride – Spritztour
Joyride – Spritztour ist ein US-amerikanischer Thriller mit Leelee Sobieski, Paul Walker und Steve Zahn aus dem Jahr 2001. Die Regie führte John Dahl.

## Handlung
Der College-Student Lewis Thomas hat Ferien und erfährt von seiner heimlichen Jugendliebe Venna, dass diese mit ihrem Freund Schluss gemacht hat. Eigentlich wollte er zu seiner Familie fliegen, jedoch gibt er das Ticket spontan zurück und kauft sich ein Auto, um sie abzuholen und zusammen mit ihr in ihre gemeinsame Heimat New Jersey zu fahren. Unterwegs erfährt er von seiner Mutter, dass sein Bruder Fuller in Salt Lake City im Gefängnis sitzt. Da er seinen Bruder über fünf Jahre nicht gesehen hat, beschließt er, einen Umweg auf sich zu nehmen und ihn pünktlich zu seiner Entlassung abzuholen. Da sein Bruder mit nach Hause fahren möchte, begeben sich nun beide auf den Weg zu Venna. Bevor sie bei Venna ankommen, verulken die Brüder via CB-Funk den LKW-Fahrer „Rusty Nail“ (dt. „rostiger Nagel“). Sie gaukeln ihm vor, einer von ihnen wäre eine schöne Frau, und arrangieren ein Treffen mit ihm in einem Motelzimmer. In diesem Zimmer, ihrem Nachbarzimmer, wohnt zurzeit ein schlechtgelaunter rassistischer Geschäftsmann, mit dem Fuller beim Einchecken eine Auseinandersetzung hatte.
Am nächsten Tag wird ihnen mitgeteilt, dass ihr Nachbar jetzt im Koma liegt, nachdem er auf dem Highway hinter einem LKW hergeschleift und ihm der Unterkiefer herausgerissen wurde. Nach einem Polizeiverhör suchen die Brüder auf Befehl der Sheriffs fluchtartig das Weite. Doch „Rusty Nail“ bleibt ihnen auf den Fersen und macht Jagd auf sie. In einer Verfolgungsjagd treibt der LKW-Fahrer sie in die Enge, lässt sie aber letztlich ziehen und verschwindet. Die beiden beschließen, Venna nichts von dem Zwischenfall zu erzählen. Doch kurz nachdem sie sich mit ihr getroffen haben, meldet sich „Rusty Nail“ wieder via CB-Funk und teilt ihnen mit, dass er Vennas College-Freundin in seiner Gewalt habe, und erpresst sie damit zu demütigenden Aktivitäten. Schließlich weist er sie an, zu einem nahegelegenen Maisfeld zu fahren, wo die Brüder nur knapp dem Tod entkommen. Es gelingt „Rusty Nail“  dabei jedoch, auch Venna in seine Gewalt zu bringen.
„Rusty Nail“ bestellt die Brüder schließlich in ein Motelzimmer, wo er Venna gefangen hält. Vennas College-Freundin wird derweil von ihm in seinem Truck festgehalten. Im Hotelzimmer fesselt „Rusty Nail“ Venna und stellt den Brüdern eine Falle: durch das Öffnen der Zimmertür würde ein Schuss ausgelöst, der Venna träfe.  Er selbst wartet im Nebenzimmer auf die Brüder. Als diese im bestellten Zimmer ankommen, klingelt das Telefon und „Nail“ sagt Ihnen, wo Venna ist. Er wartet gespannt auf den Schuss und ahnt nicht, dass sich Fuller durch den Hinterhof anschleicht. „Rusty Nail“ überwältigt ihn und hält ihn fest, damit er sehen kann, wie Venna erschossen wird. Fuller kann sich befreien und warnt Lewis in letzter Sekunde davor, die Tür zu öffnen. „Rusty Nail“ wirft Fuller aus dem Fenster. Dabei wird dieser von einer Eisenstange am Bein aufgespießt. Die Schmerzensschreie seines Bruders hörend eilt Lewis hinter das Haus und entdeckt seinen Bruder am Zaun aufgehängt und mit der Eisenstange fixiert. „Rusty Nail“ rast mit seinem Truck auf die beiden zu.
Die Brüder hören Polizisten vor der Tür, welche von „Rusty Nail“ vorher alarmiert wurden, dass es im Motel viele Leichen geben würde. Die Polizisten entdecken den Hotelrezeptionisten tot am Boden und beginnen die Hoteltüren aufzubrechen. Fuller schickt seinen Bruder los, Venna zu retten und ihn selbst seinem Schicksal zu überlassen. Lewis kann Venna vor dem ausgelösten Schuss retten, und die Polizisten überzeugen, dass der Truck aufgehalten werden muss. Zwar rast der LKW in das Gebäude, aber alle vier jungen Leute überleben. In einem Krankenwagen hören Venna, Fuller und Lewis über CB-Funk erneut „Rusty Nail“, der nicht im LKW saß und folglich weiter frei ist.

## Hintergrund
Die Produktion des Films kostete etwa 23 Millionen US-Dollar, er spielte in den USA knapp 22 Millionen und weltweit insgesamt 37 Millionen Dollar ein.      Es war der letzte Film in dem Robert Winley – bekannt aus Filmen wie Terminator 2 – Tag der Abrechnung – mitwirkte.

## Kritiken
Das Lexikon des internationalen Films nannte den Film ein „[s]pannend inszeniertes Roadmovie mit sympathischen Hauptfiguren, das virtuos mit Anklängen an Teenager-Horrorfilme spielt und zugleich trefflich die Abgeschiedenheit der amerikanischen Provinz einfängt“. Cinema meinte, Regisseur John Dahl, der „sonst bekannt für stilvolle Film-noir-Hommagen wie Red Rock West“ sei, verblüffe „hier mit einem smarten minimalistischen Schocker, der nichts anderes will, als Adrenalin zu pumpen“. Des Weiteren sei diese „schweißtreibende Hetzjagd […] eine wahre Bewährungsprobe für Fingernägelkauer – hart, schnell und böse!“
Die Redaktion von Cineclub schrieb, der Thriller sei durchschnittlich, aber die Darsteller engagiert.
Jessica Winter lobte in der Village Voice vom Oktober 2001 die Darstellung von Steve Zahn. Der Thriller sei von den Hitchcock-Filmen, von Taxi Driver und von Christine inspiriert. Viele Kritiker meinen, der Film erinnere stark an Duell, einen der ersten Filme von Steven Spielberg.

## Auszeichnungen
Der Film wurde 2002 für den Saturn Award in der Kategorie Bester Thriller nominiert.
Die Deutsche Film- und Medienbewertung FBW in Wiesbaden verlieh dem Film das Prädikat „wertvoll“.

## Fortsetzungen
Im Jahr 2008 wurde die Fortsetzung Joy Ride 2: Dead Ahead produziert und erschien auf DVD. Eine zweite Fortsetzung mit dem Titel Joy Ride 3: Road Kill erschien im Juni 2014 auf DVD.